# Норея
Норе́я (лат. Norēia, греч. Νορήϊα) — древний главный город таврисков в Норике, по имени которого называлась вся провинция.
Он находился посередине провинции на реке Мурии и известен тем, что римляне потерпели здесь поражение под начальством консула Гнея Папирия Карбона от кимвров (113 до н. э.), а также неудачной осадой бойев во времена Юлия Цезаря. Развалины не обнаружены. Предположительно находился в районе современного Ноймаркта в Штирии.